# تئو جیزل (فیزیکدان)
تئو جیزل (انگلیسی: Theo Geisel؛ زادهٔ ۲۴ اوت ۱۹۴۸) فیزیک‌دان، و استاد دانشگاه اهل آلمان و از اعضای انجمن ماکس پلانک و استادان دانشگاه گوتینگن است. گیزل مدیر مؤسسه پویا و خود سازمان ماکس پلانک و استاد فیزیک نظری در دانشگاه گوتینگن است. تحقیقات او در درجه اول به رفتار سیستمهای پیچیده‌ای اعم از تحقیقات نظری در هرج و مرج کوانتومی تا پدیده‌های غیرخطی در مغز انجام می‌شود.

## زندگی
جیزل در فرانکفورت و رگنسبورگ فیزیک تحصیل کرد. پس از فارغ‌التحصیل شدن از دانشگاه رگنسبورگ در سال ۱۹۷۵، او برای گذراندن پسادکترا در مؤسسه ماکس پلانکبرای تحقیقات حالت جامد در اشتوتگارت (۱۹۷۶–۱۹۷۶) و در مرکز تحقیقات Xerox Palo Alto (1978- 1978) مشغول به کار شد.
در سال ۱۹۸۰، او به عنوان استادیار به رگنسبورگ بازگشت. در طی سالهای ۱۹۸۳–۸۷ به عنوان همکار هایزنبرگ کار کرد، بعداً استاد فیزیک نظری در دانشگاه وورزبورگ (۱۹۸۹–۱۹۸۸) و دانشگاه فرانکفورت (۱۹۸۹–۱۹۸۹) شد. در این مدت به وی جایزه معتبر Gottfried Wilhelm Leibniz اهدا شد. از سال ۱۹۹۶ تاکنون استاد فیزیک نظری در دانشگاه گوتینگن و مدیر مؤسسه پویا و خود سازمانی ماکس پلانک بوده‌است. او رئیس مرکز اعصاب رایانه ای برنشتاین (GCT) که در سال ۲۰۰۵ تأسیس کرد، رئیس مرکز برنشتاین است. از سال ۲۰۱۳، تئو گیزل عضو آکادمی علوم گوتینگن، قدیمی‌ترین مؤسسه موجود در آلمان است.